# Lucie perd son cheval
Pour plus de détails, voir Fiche technique et Distribution.
Lucie perd son cheval est une comédie dramatique belge réalisée par Claude Schmitz et sortie en 2021.

## Fiche technique
- Titre original : Lucie perd son cheval
- Réalisation : Claude Schmitz
- Scénario : Claude Schmitz
- Musique : Maxime Bodson
- Photographie : Florian Berutti
- Montage : Jeanne Plassier et Marie Beaune
- Décors :
- Costumes : Alexis Roland
- Production : Annabelle Bouzom et Serge Rangoni
- Société de production : RTBF et Les Films de l'autre cougar
- Société de distribution : Shellac
- Pays de production :  France
- Langue originale : français
- Format : couleur — 2,35:1
- Genre : Comédie dramatique
- Durée : 82 minutes
- Dates de sortie :
  - Belgique : 7 septembre 2021 (Bruxelles)
  - France : 8 février 2023

## Distribution
- Lucie Debay : Lucie
- Hélène Bressiant
- Judith Williquet
- Tibo Vandenborre
- Francis Soetens
- Olivier Zanotti
- Pierre Sartenaer